# Prix du meilleur roman policier suédois
Le Prix du meilleur roman policier suédois (Bästa svenska kriminalroman) est un prix remis annuellement par la Svenska Deckarakademin (« Académie suédoise du roman policier ») depuis 1982. Son lauréat se voit remettre un diplôme et une statuette : le Pied-de-biche d'or (Den Gyllene Kofoten), œuvre de Sten Zetterlund.

## Palmarès
| Année | Auteur                            | Titre original                  | Traduction française                                        |
| ----- | --------------------------------- | ------------------------------- | ----------------------------------------------------------- |
| 2023  | Christoffer Carlsson              | Levande och döda                |                                                             |
| 2022  | Sara Strömberg                    | Skred                           |                                                             |
| 2021  | Åsa Larsson                       | Fädernas missgärningar          | Les Crimes de nos pères                                     |
| 2020  | Tove Alsterdal                    | Rotvälta                        |                                                             |
| 2019  | Camilla Grebe                     | Skuggjägaren                    | L'Archipel des larmes                                       |
| 2018  | Stina Jackson                     | Silvervägen                     |                                                             |
| 2017  | Camilla Grebe                     | Husdjuret                       | Le Journal de ma disparition                                |
| 2016  | Malin Persson Giolito             | Störst av allt                  | Rien de plus grand                                          |
| 2015  | Anders de la Motte                | UltiMatum                       | Ultimatum                                                   |
| 2014  | Tove Alsterdal                    | Låt mig ta din hand             | Tango fantôme                                               |
| 2013  | Christoffer Carlsson              | Den osynlige mannen från Salem  | Le Syndrome du pire                                         |
| 2012  | Åsa Larsson                       | Till offer åt Molok             | En Sacrifice à Moloch                                       |
| 2011  | Arne Dahl                         | Viskleken                       | Message personnel                                           |
| 2010  | Leif G. W. Persson                | Den döende detektiven           | L'Enquêteur agonisant                                       |
| 2009  | Anders Roslund et Börge Hellström | Tre sekunder                    | 3 secondes : Le compte à rebours a commencé                 |
| 2008  | Johan Theorin                     | Nattfåk                         | L'Écho des morts                                            |
| 2007  | Håkan Nesser                      | En helt annan historia          |                                                             |
| 2006  | Stieg Larsson                     | Flickan som lekte med elden     | La Fille qui rêvait d'un bidon d'essence et d'une allumette |
| 2005  | Inger Frimansson                  | Skuggan i vattnet               | L'Ombre dans l'eau                                          |
| 2004  | Åsa Larsson                       | Det blod som spillts            | Le Sang versé                                               |
| 2003  | Leif G. W. Persson                | En annan tid, ett annat liv     | Sous le soleil de minuit                                    |
| 2002  | Kjell Eriksson                    | Prinsessan av Burundi           | La Princesse du Burundi                                     |
| 2001  | Åke Edwardson                     | Himlen är en plats på jorden    | Le Ciel se trouve sur Terre                                 |
| 2000  | Aino Trosell                      | Om hjärtat ännu slår            | Si le cœur bat encore                                       |
| 1999  | Sven Westerberg                   | Guds fruktansvärda frånvaro     |                                                             |
| 1998  | Inger Frimansson                  | God natt min älskade            | Bonne nuit, mon amour                                       |
| 1997  | Åke Edwardson                     | Dans med en ängel               | Danse avec l'ange                                           |
| 1996  | Håkan Nesser                      | Kvinna med födelsemärke         |                                                             |
| 1995  | Henning Mankell                   | Villospår                       | Le Guerrier solitaire                                       |
| 1994  | Håkan Nesser                      | Borkmanns punkt                 |                                                             |
| 1993  | Kerstin Ekman                     | Händelser vid vatten            | Crimes au bord de l'eau                                     |
| 1992  | Gösta Unefäldt                    | Polisen och mordet i stadshuset |                                                             |
| 1991  | Henning Mankell                   | Mördare utan ansikte            | Meurtriers sans visage                                      |
| 1990  | Jean Bolinder                     | Dödisgropen                     |                                                             |
| 1989  | Kjell-Olof Bornemark              | Skyldig utan skuld              | Coupable sans faute                                         |
| 1988  | Jan Guillou                       | I nationens intresse            |                                                             |
| 1987  | Olov Svedelid                     | Barnarov                        |                                                             |
| 1986  | Staffan Westerlund                | Större än sanningen             |                                                             |
| 1985  | Jean Bolinder                     | För älskarns och mördarns skull |                                                             |
| 1984  | Staffan Westerlund                | Svärtornas år                   |                                                             |
| 1983  | Ulf Durling                       | Lugnet efter stormen            |                                                             |
| 1982  | Leif G. W. Persson                | Samhällsbärarna                 |                                                             |